# 카이라노
카이라노(이탈리아어: Cairano)는 이탈리아 캄파니아주 아벨리노도의 코무네다.